# Fièvre récurrente avec hyper-IgD
La fièvre récurrente avec hyper-IgD ou fièvre périodique avec hyperimmunoglobulinémie D est une maladie héréditaire inflammatoire se manifestant par des accès de fièvre sans aucune périodicité précédés de frissons avec céphalée et adénopathie dans la région cervicale et parfois de diarrhée. Les premiers accès fébriles commencent avant un an et durent de 3 à 7 jours.

La biologie montre une leucocytose entre 10000 et 20000 et une élévation du taux des immunoglobulines. Des poussées d'arthrites particulièrement des grosses articulations sont retrouvées. Entre les accès le taux d'immunoglobuline reste supérieur à 100 U/mL

Parfois il existe des antécédents de maladie périodique ou d'amylose dans la famille.

Le traitement par colchicine est inefficace.

Le meilleur moyen de diagnostic est la mise en évidence d'une acidurie mévalonique au moment des crises ou soit par dosage de la mévalonate kinase dans les lymphocytes.

## Sources
- (fr) Orphanet
- (en) Online Mendelian Inheritance in Man, OMIM (TM). Johns Hopkins University, Baltimore, MD. MIM Number:260920